# Delilah (utwór muzyczny Toma Jonesa)
Delilah – utwór muzyczny walijskiego piosenkarza Toma Jonesa, nagrany w grudniu 1967 i wydany na albumie artysty o tym samym tytule, wydanym w 1968. Autorami piosenki są Les Reed, Barry Mason i Sylvan Whittingham.
Piosenka zawiera elementy muzyki rockowej i folkowej oraz flamenco.
Utwór opowiada historię odrzuconego, żądnego zemsty kochanka.
Singel stał się międzynarodowym przebojem. Dotarł do pierwszego miejsca na listach przebojów w Belgii, Holandii, Niemczech, Szwajcarii, Francji i Afryce Południowej, a także do drugiego miejsca w Norwegii i Wielkiej Brytanii oraz 15. miejsca w amerykańskim zestawieniu Billboard Hot 100.
Z czasem utwór stał się nieoficjalnym hymnem reprezentacji Walii w rugby, jednak obecnie jego wykonywanie przed meczami jest zabronione, gdyż uznano, że "uwłacza on kobietom".